# Ibn ʿAbd al-Barr
Abū ʿUmar Yūsuf ibn ʿAbdallāh Ibn ʿAbd al-Barr (arabisch أبو عمر يوسف بن عبد الله ابن عبد البر, DMG Abū ʿUmar Yūsuf ibn ʿAbdallāh Ibn ʿAbd al-Barr, geb. 978 in Córdoba; gest. 1071 in Játiva) war einer der bekanntesten Rechtsgelehrten seiner Zeit im islamischen Spanien, Qādī in Lissabon und Santarém.

## Leben
Sein Wirken fällt in eine Zeit der kulturellen Blüte von al-Andalus mit dem Zentrum Córdoba, das er während seiner Studienzeit nicht verlassen hatte. Nach den innermuslimischen Bürgerkriegen (1009–1031) verließ er die Stadt und trat seine Studienreise in al-Andalus an, um sich dann in Dénia niederzulassen. Er war persönlicher Freund des Theologen Ibn Hazm (gest. 1064) und zu Beginn seiner Laufbahn Anhänger der Zahiriten. Später gehörte er der malikitischen Rechtsschule an, sympathisierte aber auch mit den Schafiiten.

## Werke
Ibn ʿAbd al-Barr verweist in seinen Hauptwerken auf siebenundfünfzig Schriften, die er auf verschiedenen Gebieten der Islamwissenschaften – Koranwissenschaften, Hadith, Theologie, Fiqh und Historiographie – verfasste und die schon zu seinen Lebzeiten allgemeine Anerkennung fanden.
Seine Hauptwerke sind zwei umfangreiche Kommentare zum Muwaṭṭaʾ von Mālik ibn Anas:
- Studium zur Erörterung der Richtungen der Rechtsgelehrten in den Provinzzentren darüber, was Mālik im Muwaṭṭaʾ an opinio und Tradition vorgelegt hat:

الاستذكار في شرح مذاهب علماء الأمصار مما رسمه الامام مالك في الموطأ من الرأي والآثار, DMG al-istaḏkār fī šarḥ maḏāhib ʿulamāʾ ʾl-amṣār mimmā rasama-hu al-imām Mālik fī-ʾl-Muwaṭṭaʾ min al-raʾy wa-ʾl-āṯār. In diesem umfangreichen Rechts- und Hadith-Kompendium zitiert der Verfasser 116 Gelehrte, erläutert das von Mālik ibn Anas im Muwaṭṭaʾ überlieferte Material und stellt es mit Hinweis auf die kontroversen Rechtslehren anderer Rechtsschulen dar. Das Werk ist erstmals im Jahre 1993 in siebenundzwanzig Bänden in Kairo im Druck erschienen.
- Einleitung zu den Bedeutungen und Isnaden des Muwaṭṭaʾ

التمهيد لما في الموطأ من المعاني والأسانيد at-tamhīd li-mā fi-ʾl-Muwaṭṭaʾ min al-maʿānī wa-ʾl-asānīd. Die erste Druckausgabe des Werkes (Rabat 1967–1992) umfasst sechsundzwanzig Bände. Dieses umfangreiche Werk, das der Zeitgenosse des Verfassers, der berühmte Vertreter der Zahiriten Ibn Hazm (gest. 1064), als das beste Werk der Hadithwissenschaften (fiqh al-ḥadīṯ) bezeichnete, ist nach den direkten Quellen des Verfassers des Muwaṭṭaʾ mit ihren jeweiligen Isnaden zusammengestellt. Die dort referierten prophetischen Aussagen ergänzt Ibn ʿAbd al-Barr mit den entsprechenden Varianten aus der Traditionsliteratur und fügt am Ende jedes Kapitels seine eigene Ansicht mit Hinweisen auf die Lehrdifferenzen seiner Vorgänger, die das Verständnis der Sunna betreffen, hinzu.
- Kontroverse Lehrmeinungen Māliks und seiner Anhänger

ichtilāf aqwāl Mālik wa-ashābihi / إختلاف أقوال مالك وأصحابه / iḫtilāf aqwāl Mālik wa-aṣḥābihi; davon ist nur der erste Teil, der Fragen der rituellen Reinheit und des Gebets erörtert, erhalten. Der Verfasser fasst die maḏhab-internen Lehrdifferenzen der malikitischen Rechtsschule mit Verweis auf Māliks Lehre und ihre Modifizierung außerhalb von Medina, vor allem in Fustat, Bagdad und al-Andalus, zusammen.
- Die Erläuterung der (Ḥadīṯ)Wissenschaft und ihrer Vorzüge

Dschāmiʿ bayān al-ʿilm wa-faḍlihi / جامع بيان العلم وفضله / Ǧāmiʿ bayān al-ʿilm wa-faḍli-hi fasst anhand von Traditionen die Vorzüge der Beschäftigung mit den Hadith-Wissenschaften, die Kunst der Überlieferung des Hadith in der islamischen Gelehrsamkeit und seine Stellung in den Wissenschaften als Quelle der Jurisprudenz, als Sunna, zusammen. Dieses umfangreiche Werk ist im Orient mehrfach gedruckt worden. Eine kritische Edition in zwei Bänden ist im Jahre 1998 erschienen. Der Verfasser greift in diesem Werk vor allem auf Werke von Gelehrten aus dem islamischen Osten zurück, wie auf die traditionsmethodologische (uṣūl al-ḥadīṯ) Schrift des Hanafiten at-Tahāwī aus Ägypten zurück.
- Studium der Kenntnisse über die Prophetengefährten

al-istīʿāb fī maʿrifat al-ashāb / الاستيعاب في معرفة الأصحاب / al-Istīʿāb fī maʿrifat al-aṣḥāb ist eine umfassende Biographie über die Gefährten Mohammeds. Das vierbändige Werk enthält in alphabetischer Reihenfolge 4224 Eintragungen und beschreibt das Leben und Wirken der Prophetengefährten.
In einem weiteren Werk beschäftigte sich Ibn ʿAbd al-Barr mit den Biographien der drei großen Rechtsgelehrten Mālik Ibn Anas, Abū Hanīfa und asch-Schāfiʿī. Neben den oben genannten Büchern, die in orientalischen Drucken zugänglich sind, ist eine Zusammenfassung der Prophetenbiographie und der Feldzüge Mohammeds erhalten, die in ihrem Wert allerdings hinter der Prophetenbiographie des Ibn Ishaq und dem Werk al-Wāqidīs zurückbleibt. Die literarhistorische und rechtsgeschichtliche Bedeutung von Ibn ʿAbd al-Barr liegt vor allem in der Präsentation reichhaltiger Materialien sowohl aus dem islamischen Osten als auch aus dem islamischen Spanien, die im Verlauf der Jahrhunderte verlorengegangen sind.